# 托勒台遗址
托勒台遗址，位于中国青海省共和县曲沟乡合洛寺村，为第四批青海省文物保护单位，公布日期为1986年5月27日，类型为古遗址。
托勒台遗址的历史年代为旧石器时代。